# Tsao
Tsao é uma vila localizada no Distrito do Noroeste em Botswana. Possuía, em 2011, uma população estimada em 2 000 habitantes.